# Barbianello
Barbianello (Barbiané in dialetto oltrepadano) è un comune italiano di 884 abitanti della provincia di Pavia in Lombardia. Si trova nella pianura dell'Oltrepò Pavese, alla destra del torrente Scuropasso, presso la linea ferroviaria Pavia-Stradella.

## Storia
Barbianello nacque probabilmente come dipendenza di un più antico luogo detto Balbianum, situato presso il Po (forse presso la frazione Palasio di Pinarolo Po, situato 3 km a ovest) e verosimilmente distrutto dal fiume stesso prima della fine del medioevo. Barbianello a sua volta appare alla fine del XII secolo, quando il territorio già apparteneva al dominio pavese. Era incluso nella podesteria o squadra di Broni, e rimase poi al feudo di Broni nei successivi passaggi dai Beccaria (dal XIII secolo al 1536) ai conti Arrigoni di Milano, cui restò fino all'abolizione del feudalesimo (1797). A differenza di quanto spesso si legge, Barbianello non ha nulla a che fare con i Barbiano di Belgioioso.
Al feudo di Broni apparteneva anche Bottarolo, noto dal 1250, che costituì un comune a sé fino al 1801, quando fu unito a Barbianello.
L'altra attuale frazione, San Re, fu un antico possesso del priorato cluniacense di San Maiolo di Pavia, noto fin dal 1210, e denominato inizialmente San Riellus. Nel 1564 passò in proprietà al collegio Borromeo di Pavia. Feudalmente apparteneva anch'esso a Broni. Nel 1818 il comune di San Re fu soppresso e unito a Barbianello.

### Simboli
Lo stemma e il gonfalone sono stati concessi con decreto del presidente della Repubblica del 31 maggio 1999.
La lettera B è l'iniziale del nome del paese; le spighe di grano rappresentano la produzione cerealicola, principale risorsa economica locale; la terza partizione riprende il blasone della famiglia Beccaria che dominò su Barbianello con il ramo detto "del Mezzano" (d'oro, ai tredici colli di rosso, 3, 4, 3, 2, 1).
Il gonfalone è un drappo troncato di rosso e di bianco.

## Società

### Evoluzione demografica
Abitanti censiti

## Amministrazione
| Periodo       | Periodo   | Primo cittadino | Partito      | Carica  | Note |
| ------------- | --------- | --------------- | ------------ | ------- | ---- |
| 8 giugno 2009 | in carica | Giorgio Falbo   | lista civica | Sindaco |      |